# Lacuna smithii
Lacuna smithii is een slakkensoort uit de familie van de Littorinidae. De wetenschappelijke naam van de soort is voor het eerst geldig gepubliceerd in 1895 door Pilsbry.